# То (роман)
То (енгл. It) је хорор роман америчког писца Стивена Кинга, објављен 1986. године. То је Кингова 22. књига и 18. роман објављен под његовим именом. Прича прати седморо деце, које прати чудовишно биће користећи страхове својих жртава. „То” се појављује у облику кловна, како би привукло што више мале деце.
Кинг је изјавио да је причу смислио 1978. године, а почео са писањем 1981. године. Такође је изјавио да је хтео да насловни лик буде трол, а не кловн. Уз то је хтео да приче ликова док су деца, буду помешане са онима кад су одрасли. Овај роман је био најпродаванији роман 1986. године у САД. Роман је адаптиран у дводелну мини-серију 1990. године, а касније у филм из 2017. и наставак из 2019. године.
Књига је започета са писањем у Бангору, у Мејну, 9. септембра 1981. а довршена у Бангору, у Мејну, 28. децембра 1985. године.

## Радња

### 1957–1958.
Током кишне олује у Дерију, Мејн, шестогодишњи дечак по имену Џорџи Денбро пушта папирни бродић да плови дуж кишних улица након чега упада у одвод. Гледајући у одвод, Џорџи наилази на кловна који се представља као Пенивајз, плешући кловн. Пенивајз намами Џорџија да посегне у одвод и узме свој чамац, те му откине руку остављајући га да умре.
Следећег јуна, гојазног једанаестогодишњег дечака по имену Бен Ханском малтретирају насилник по имену Хенри Бауерс и његова банда последњег дана школе, након чега он бежи у мочварну пустош познату као Јаловина. Тамо се Бен спријатељи са астматичним хипохонадром по имену Еди Каспбрак и „Муцавим” Билом Денбром, Џорџијевим старијим братом. Њих тројица се касније спријатеље са школским друговима Ричијем Тозијером, Стенлијем „Стеном” Јурисом и Беверли Марш, и себе прозивају „Клубом губитника”. Како се лето приближава, Губитници се засебно сусрећу са Пенивајзом у застрашујућим формама: Бен га види као мумију у близини залеђеног канала, Беверли као фонтану крви (коју само деца могу да виде) из свог лавабоа, Еди као губавца, Стен као утопљене лешеве, а Бил као застрашујући приказу Џорџија. У међувремену, све луђи и садистичнији Бауерс почиње да фокусира своју пажњу на свог комшију Афроамериканца, Мајка Хенлона, и његовог оца. Бауерс убија Мајковог пса и јури престрављеног дечака до Јаловине, где се Мајк придружује Губитницима у гађању Бауерсове банде каменицама, понижени Бауерса који се заклиње на освету. Мајк постаје члан Клуба губитника након што је открио свој сусрет са Пенивајзом у облику месождерске птице. Из Мајковог историјског споменара, Губитници схватају да је „То” древно чудовиште које држи град у шаци. Након даљих сусрета, Губитници праве импровизовану баџу коју Ричи и Мајк користе да халуцинирају. Откривају да је То древни ванземаљски ентитет који је дошао на Земљу и да се сваких 27 година, након хибернације, храни децом у периоду од годину дана.
Убрзо Еди завршава у болници након напада Бауерса и његових пријатеља, а Беверли види како једног од насилника, Патрика Хоксетера, То киднапује у облику јата летећих пијавица. Губитници откривају поруку Тога написану Патриковом крвљу, којом их упозорава да ће их убити ако се умешају. У нади да сребро може да га рани, Бен прави два сребрна метка од сребрног долара, а Губитници улазе у напуштену кућу у којој су га Еди, Бил и Ричи претходно сусрели да би покушали да га убију. Успевају да га ране сребром док је у облику вукодлака. Сматрајући Губитнике претњом, То тера Бауерса да убије свог насилног оца и прогони губитнике до канализације како би их убио. Његову банду, Виктора Криса и Белча Хагинса, убија То, а Бауерс се губи у канализацији, трауматизован.
У канализацији, Бил изводи „Чудов Ритуал” у покушају да се суочи са Тим у Макроверзуму, алтернативном универзуму одакле је То потекло, где сусреће антитезу овог чудовишта, Матурин, древну корњачу која је створила универзум. Бил сазнаје да То може бити поражено само током битке воље, и види његову праву форму, „Мртва светла”, пре него што победи чудовиште уз Матуринову помоћ. Након битке, не знајући да ли су га убили или не, Губитници се губе у канализацији, а Беверли схвата да ће вратити јединство групи само ако има секс са сваким од њих. Губитници се тада заклињу крвљу да ће се вратити у Дери ако се То поново појави. Бауерс, који је изгубио разум од тренутка када је изашао из канализације, бива институционализован након што је окривљен за убиства деце у граду.

### 1984–1985.
У јулу 1984. три младића брутално нападају младог хомосексуалца по имену Адријан Мелон и бацају га са моста, где и насилник и Адријанов дечко виде кловна. Адријан је пронађен осакаћен, а тинејџери су ухапшени и оптужени за његово убиство.
Када у Дерију поново почне низ насилних убистава деце, одрасли Мајк Хенлон, сада градски библиотекар, позива шесторо бивших чланова Клуба губитника и подсећа их на њихово обећање из детињства да ће се вратити ако убиства почну поново. Бил је сада успешан писац хорора који живи са својом супругом глумицом, Одром; Беверли је модна дизајнерка, удата за насилника по имену Том Роган; Еди води компанију за изнајмљивање лимузина и ожењен је хистеричном козависном женом сличној његовој хипохондричној мајци; Ричи Тозијер је диск џокеј; Бен Ханском је сада мршав и успешан, али усамљен архитекта; а Стен Јурис је богати рачуновођа. Пре Мајкових телефонских позива, сви Губитници су у потпуности заборавили једни на друге и трауме свог детињства, сахранивши ужас својих сусрета са Тим. Након што га је Мајк позвао, Стен извршава самоубиство.
Губитници се састају на ручку, где их Мајк подсећа да се То буди отприлике сваких 27 година, хранећи се децом пре него што поново заспи. Група одлучује да га убије једном заувек. На Мајков предлог, свако од њих истражује различите делове Дерија који би им помогли да поврате своја сећања. Док истражују, Еди, Ричи, Беверли и Бен суочени су са формама Тога (Еди га види као Белча Хагинса и пријатеље из детињства у облицима губаваца и зомбија, Ричи као статуа Пола Бањана, Беверли као вештицу из Ивице и Марице у свом дому из детињства, а Бен као Дракулу у библиотеци Дерија). Бил проналази „Сребрног”, свој бицикл из детињства, и доноси га код Мајка. У међувремену, Одра, која је забринута за Била, путује у Дери; Долази и Том, са намером да убије Беверли; а Хенри Бауерс бежи из менталне институције уз помоћ Тога.
Бауерс се суочава са Мајком у библиотеци, али Мајк преживљава. То наређује Бауерсу да убије остале Губитнике, али Бауерс је убијен када нападне Едија. То се тада појављује Тому и наређује му да ухвати Одру и да је доведе у његову јазбину, где она постаје кататонична, а Том пада мртав од шока. Бил, Бен, Беверли, Ричи и Еди сазнају да је Мајк близу смрти и схватају да су приморани на још један сукоб са Тим. Они се спуштају у канализацију и користе своју снагу као група да „шаљу енергију” хоспитализованом Мајку, који се бори против доктора који је под контролом Тога. Долазе до јазбине Тога и откривају да је То попримило облик џиновског паука. Бил и Ричи улазе у ум Тога кроз Чудов Ритуал, али се губе у њему. Еди га повређује прскањем лека за астму у грло, али То одгризе Едију руку, убивши га. То бежи како би се побринуло за своје повреде, али Бил, Ричи и Бен јуре за Тим и откривају да је снео јаја. Бен остаје да уништи јаја, док Бил и Ричи крећу ка свом коначном сукобу са Тим. Бил се пробија у тело Тога, лоцира његово срце и уништава га. Група се састаје да би кренула из јазбине Тога, и иако покушавају да донесу тела Одре и Едија са собом, приморани су да оставе Едија иза себе. Схватају да су ожиљци од крвног пакта на њиховим рукама нестали, што указује да је њихова борба коначно завршена.
У исто време, најгора олуја у историји Мејна захватила је Дери, а центар града се срушио. Мајк закључује да Дери коначно умире. Губитници се враћају кућама и постепено почињу да заборављају на То, Дери и једни друге. Мајково сећање на догађаје из тог лета такође почиње да бледи, као и на било који запис који је претходно начинио, на његово олакшање, и он размишља да започне нови живот негде другде. Бен и Беверли одлазе заједно, а Ричи се враћа у Калифорнију. Бил је последњи који је напустио Дери. Пре него што оде, води Одру, која је још увек кататонична, да се провоза Сребрним, што је пробуди из кататоније, и они деле пољубац.